# Varmefordelingsplade
En varmefordelingsplade anvendes i forbindelse med vandbåren gulvvarme. Varmefordelingspladerne lægges oven på f.eks. spånplader med fræset spor eller forskallingsbrædder på træbjælkelag. De fleste varmefordelingsplader er lavet i aluminium, der har en særdeles god varmeledningsevne.
Fordelen ved varmefordelingspladerne er især, at varmen fra gulvvarmerøret fordeles mere jævnt i gulvbelægningen. Det gør pladerne særdeles gode i forbindelse med gulvvarme i trægulv.
Anvendelse af varmefordelingsplader sikrer desuden en mere konstant temperatur i rummet, da gulvvarmen reagerer hurtigere på ændringer fra termostaten.
For at undgå "knirkelyde", når temperaturen i gulvvarmerøret ændres, bør der anvendes gulvvarmerør med indvendig iltspærre.[kilde mangler]